# Reazione di Biginelli
La Reazione di Biginelli è una reazione chimica multicomponente che forma un 3,4-diidropirimidin-2(1H)-one 4 da estere acetacetico 1, una aldeide aromatica (come la benzaldeide 2), ed una urea 3. Il nome viene dal suo scopritore, Pietro Biginelli.
Biginelli sviluppò questa metodica nel 1891, scoprendo che essa viene catalizzata da acidi di Brønsted e/o acidi di Lewis come il Cu(II) trifluoroacetato o il BF3. Sono noti inoltre varianti che prevedono diversi linker utilizzabili in fase solida.
I diidro pirimidoni, prodotti tramite questa reazione, sono ampiamente usati nell'industria farmaceutica come blockers per il canale del calcio agenti anti ipertensivi, e alfa-1-a-antagonisti.

## Meccanismo
Proposto da Sweet nel 1973, inizia dalla condensazione aldolica dell'acetato d'etile 1 e della aldeide aromatica, il quale è il rate determing step, e porta alla formazione dello ione carbenio 2. L'addizione nucleofila dell'urea porta all'intermedio 4, il quale disidrata a dare il prodotto desiderato 5.
Kappe poi nel 1997 ne propose uno più articolato:
Esso inizia con l'addizione nucleofila dell'urea all'aldeide, step che si presume essere il rate determining. Quindi si ha la formazione dell'immina, catalizzata dalla presenza di acidi. Il β-chetoestere addiziona all'immina e si ha la chiusura d'anello grazie all'attacco della ammina sul carbonile.

## Modifiche recenti
Nel 1987, Atwal et al. pubblicò una versione della reazione con rese molto maggiori. Atul Kumar invece ha riportato l'uso di una metodica enzimatica per questa reazione utilizzando il lievito.